# Јавни позив за прикупљање понуда
Јавни позив за прикупљање понуда (или тендер) је састав којим удружење јавно оглашава потребу за прикупљање понуда за набавку одређене робе, ствари или услуге од правних лица у отвореном поступку. 
Јавни позив се обликује у облику погодним за објављивање, најчешће у штампаном медију. Садржај се образује у складу са „Законом о јавним набавкама“.
Предмет јавне набавке може бити набавка: хартије, лож уља, услуге израде омота, рачунарска опрема и др.
Право учешћа имају сва правна лица која су регистрована за пружање услуга које су предмет јавне набавке, што доказују изводом из судског или другог одговарајућег регистра.

## Саставни делови
Саставни делови јавног позива су:
- заглавље,
- увод (преамбула),
- наслов: ЈАВНИ ПОЗИВ за прикупљање понуда за набавку итд.,
- изрека (диспозитив).

Заглавље садржи обавештајне и друге податке оглашивача јавног позива.
У уводу се углавном позива на одлуку управног органа организације и/или одређеног члана Закона о јавним набавкама (на пример: на основу члана 72 Закона о јавним набавкама („Службени гласник Републике Србије“ број 39/2002). Увод није обавезан део.
Изрека је најважнији део и у њој се објашњава: 
- шта је предмет набавке,
- ко има право учешћа у понуди,
- шта понуда треба да садржи,
- како и коме се она доставља,
- кад ће се прикупљене понуде отварати,
- позив на конкурсну документацију и др.